# Valentin Androne
Valentin Alexandru Androne (* 23. November 2001) ist ein rumänischer Leichtathlet, der sich auf den Hochsprung spezialisiert hat.

## Sportliche Laufbahn
Erste internationale Erfahrungen sammelte Valentin Androne im Jahr 2018, als er bei den U18-Balkan-Meisterschaften in Istanbul mit übersprungenen 1,90 m den neunten Platz belegte. Anschließend schied er bei den U18-Europameisterschaften in Győr mit 1,96 m in der Qualifikationsrunde aus. Im Jahr darauf belegte er bei den U20-Balkan-Hallenmeisterschaften in Istanbul mit 2,00 m den vierten Platz und gewann dann bei den U20-Balkan-Meisterschaften in Cluj-Napoca mit 2,08 m die Silbermedaille, ehe er bei den U20-Europameisterschaften in Borås mit 2,05 m den Finaleinzug verpasste. 2020 gelangte er bei den U20-Balkan-Hallenmeisterschaften in Istanbul mit 2,03 m auf den sechsten Platz und wurde auch bei den U20-Balkan-Meisterschaften ebendort mit derselben Höhe Sechster. Im Jahr darauf belegte er bei den Balkan-Hallenmeisterschaften in Istanbul mit 2,00 m den fünften Platz und erreichte im Juni bei den Balkan-Meisterschaften in Smederevo mit 2,09 m auf Rang neun. 2023 belegte er bei den Balkan-Meisterschaften in Kraljevo mit 2,14 m den vierten Platz und im Jahr darauf gewann er bei den Balkan-Hallenmeisterschaften in Istanbul mit 2,15 m die Silbermedaille hinter dem Ukrainer Dmytro Nikitin. 2025 belegte er bei den Balkan-Hallenmeisterschaften in Belgrad mit 2,05 m den sechsten Platz und Ende Juni wurde er bei der 2. Liga der Team-Europameisterschaft in Maribor mit 2,19 m Zweiter hinter dem Israeli Yonathan Kapitolnik. Anschließend belegte er bei den Balkan-Meisterschaften in Volos mit 2,07 m den zehnten Platz.
2023 wurde Androne rumänischer Meister im Hochsprung im Freien sowie 2023 und 2025 in der Halle.